# 霓虹灯下的哨兵

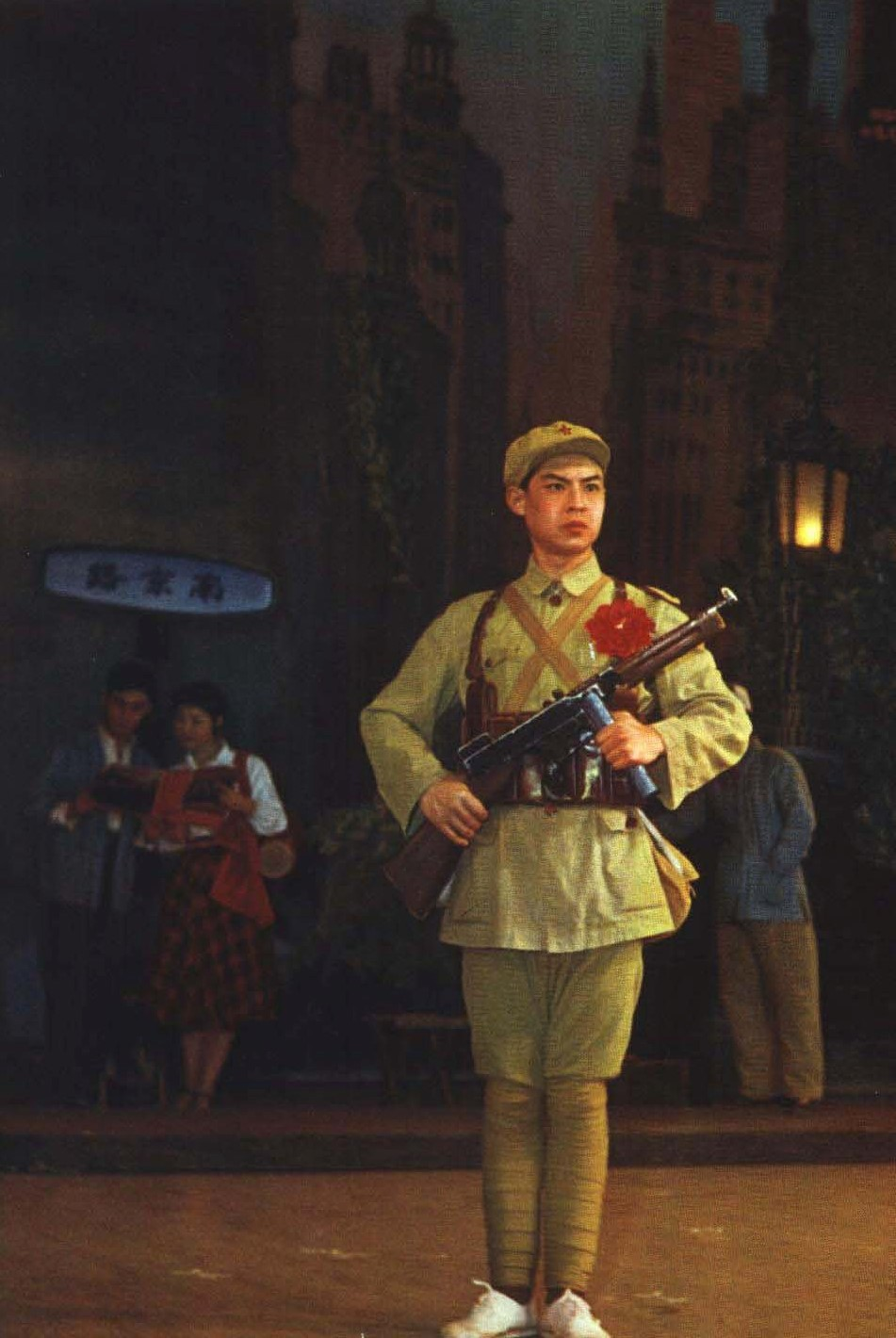
霓虹灯下的哨兵

霓虹灯下的哨兵是中華人民共和國一部以上海戰役后南京路执勤连队为背景的話劇。

## 創作
霓虹灯下的哨兵原型来自一个连队。1947年8月6日該連在山东莱阳水头沟小园村成立。该连自1949年6月进驻上海南京路执勤后又被编为三营八连。沈西蒙以此为原型，写出了话剧剧本《南京路进行曲》。此后在中国人民解放军前线话剧团的排演中被正式定名为《霓虹灯下的哨兵》。1962年9月首演。1963年11月，話劇來到北京演出，周恩来先后看了几次。同年11月29日，毛泽东观看此剧。
1964年改編成同名彩色電影。該電影由王蘋、葛鑫執導，宫子丕、陶玉玲等人主演，由天馬电影製片廠摄制。
在电影版中，原话剧剧本中“美国记者对哨兵偷拍照片”的情节被改编成了“美国领事馆人员驾车闯入游行队伍”。

## 劇情
霓虹灯下的哨兵講述的是中國共產黨接管上海後，中国人民解放军一个连队在上海南京路與其他勢力對抗的故事。

## 演员（电影版）
大部分有名有姓的角色为前线话剧团原班人马，一些龙套角色则由天马电影制片厂演员出演。
| 演员   | 角色     | 备注                             |
| ------ | -------- | -------------------------------- |
| 徐林格 | 路华     | 连队指导员                       |
| 宫子丕 | 鲁大成   | 连长                             |
| 马学士 | 陈喜     | 三排长                           |
| 陶玉玲 | 春妮     | 陈喜的妻子                       |
| 袁岳   | 赵大大   | 八班长                           |
| 廖有梁 | 童阿男   | 上海籍新兵                       |
| 刘鸿声 | 洪满堂   | 炊事员，老班长                   |
| 丁尼   | 周德贵   | 老工人                           |
| 张耐霞 | 童阿香   | 童阿男的姐姐                     |
| 吴彬   | 童妈妈   | 童阿男之母                       |
| 余肖梅 | 林媛媛   | 女学生，童阿男的同学             |
| 李恩琪 | 林乃娴   | 林媛媛之母                       |
| 李传弟 | 罗克文   | 林媛媛的表哥                     |
| 姜曼璞 | 曲曼丽   | 女特务                           |
| 安家祥 | 老K      | 男特务                           |
| 金甲   | 老七     | 男特务                           |
| 桂步云 | 非非     | 男特务                           |
| 袁之远 | 戴维斯   | 驾车冲撞游行队伍的美国领事馆人员 |
| 顾也鲁 | 资本家   | 在戴维斯冲撞事件中为戴维斯求情者 |
| 张云立 | 青年工人 | 群众游行参与者                   |